# 2-甲基环己醇
2-甲基环己醇（英語：2-methylcyclohexanol）是一种有机化合物，化学式C7H14O，可见于番茄等物种。它可由2-甲基苯酚在贵金属催化下氢化制得。